# プライド (高橋優の曲)
「プライド」は、日本の男性シンガーソングライター・高橋優の楽曲。メジャー19枚目（通算20枚目）のシングルとして、2018年5月30日にワーナーミュージック・ジャパンから発売された。

## 概要
前作「ルポルタージュ」から約半年ぶりにリリースされる2018年第1弾シングル。
表題曲はテレビアニメ『メジャーセカンド』エンディングテーマとなっている。カップリング曲の「僕の幸せ」は「ガラスの地球を救え！」プロジェクトテーマソングである。
通常盤、期間生産限定盤、秋田CARAVAN MUSIC FES 2018盤の3形態で発売された。ジャケット写真は、アニメ『メジャーセカンド』の原作者・満田拓也がこのために特別に描き下ろしたイラストを使用している。
2020年より、東京ヤクルトスワローズの投手である今野龍太が、投手登板時の登場曲としてこのプライドを使用している。

## 収録曲
| 全作詞・作曲: 高橋優。 |                                                                |        |            |      |
| #                      | タイトル                                                       | 作詞   | 作曲・編曲 | 時間 |
| 1.                     | 「プライド」(NHK Eテレ『メジャーセカンド』エンディングテーマ)  | 高橋優 | 高橋優     | 5:17 |
| 2.                     | 「僕の幸せ」(「ガラスの地球を救え！」プロジェクトテーマソング) | 高橋優 | 高橋優     | 5:14 |
| 3.                     | 「昨日の涙と、今日のハミング(アコースティックバージョン)」     | 高橋優 | 高橋優     | 4:58 |
| 4.                     | 「メガネツインズのテーマ」                                     | 高橋優 | 高橋優     | 4:29 |

| #  | タイトル                                                                | 作詞 | 作曲・編曲 |
| -- | ----------------------------------------------------------------------- | ---- | ---------- |
| 1. | 「高橋モニタリング〜復活一日映画館マネージャー@札幌シネマフロンティア」 |      |            |
| 2. | 「ある日の「ROAD MOVIE」〜ツアー密着@帯広」                             |      |            |
| 3. | 「秋田“仙北市”ダーツの旅」                                              |      |            |
| 4. | 「弾き語り「卒業写真」（Cover）」                                       |      |            |

## 収録アルバム
- STARTING OVER (#1)